# Disconectes ovalis
Disconectes ovalis är en kräftdjursart som först beskrevs av Ernst Vanhöffen 1914.  Disconectes ovalis ingår i släktet Disconectes och familjen Munnopsidae. Inga underarter finns listade i Catalogue of Life.